# Brianny
Brianny ist eine französische Gemeinde mit 105 Einwohnern (Stand 1. Januar 2022) im Département Côte-d’Or in der Region Bourgogne-Franche-Comté. Sie gehört zum Kanton Semur-en-Auxois und zum Arrondissement Montbard.
Nachbargemeinden sind Le Val-Larrey im Nordwesten, Montigny-sur-Armançon im Norden, Braux im Osten, Marcigny-sous-Thil im Süden, Nan-sous-Thil im Südwesten und Roilly im Westen.

## Bevölkerungsentwicklung
| Jahr                       | 1962 | 1968 | 1975 | 1982 | 1990 | 1999 | 2008 | 2015 |
| -------------------------- | ---- | ---- | ---- | ---- | ---- | ---- | ---- | ---- |
| Einwohner                  | 113  | 103  | 89   | 96   | 98   | 100  | 114  | 113  |
| Quellen: Cassini und INSEE |      |      |      |      |      |      |      |      |